# کیلیس
کیلیس (به ترکی استانبولی: Kilis) (به کردی: Kilîs) شهری در جنوب مرکزی کشور ترکیه و در نزدیکی مرز سوریه قرار دارد. اکثر ساکنان کیلیس مسلمان هستند و به زبان ترکی استانبولی صحبت می‌کنند. کیلیس به مهمان‌نوازی و حفظ ارزش‌های فرهنگی و سنتی خود مشهور است.
شهر کیلیس با جمعیت 112 هزار نفر مرکز استان کیلیس است.
در متون آشوری از شهری به نام کیلیسی نام برده شده که معمولاً آن را با شهر امروزی کیلیس یکی می‌دانند.

## مکان‌های گردشگری

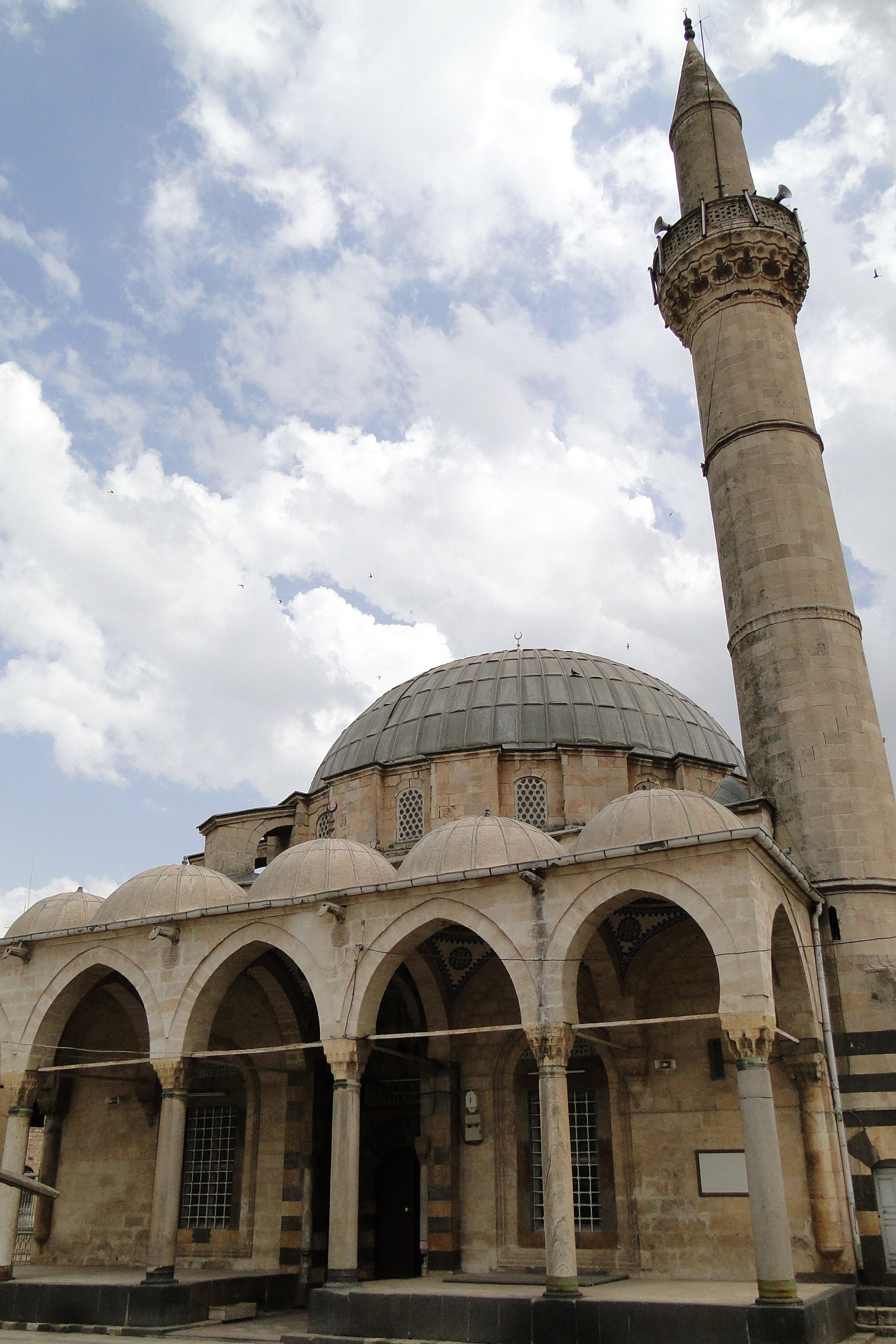
ورودی مسجد تکه

- مسجد جانبولات یا تکه (ساخته‌شده در قرن 16 میلادی)[۲]
- مسجد معلک (ساخته‌شده در قرن 16 میلادی)[۲]
- مسجد حاجی‌درویش (ساخته شده در 1551 میلادی)[۲]
- آرامگاه شیخ منصور
- آرامگاه شیخ محمد بدوی
- آرامگاه شیخ محمد انصاری
- حمام تاریخی پاشا
- حمام تاریخی توغلو (دالتابان پاشا)